# Josep Moliner i Pedrós
Josep Moliner i Pedrós (Cornellà de Llobregat, Baix Llobregat, 1969) és intèrpret de fiscorn i trombó i pedagog.
El seu pare sempre va ser un gran aficionat de la música i sempre va estar present a casa. Un dia, li va dir al seu fill que estava muntant l'escola de cobla de Cornellà i li va proposar, quan tenia 10 anys, de tocar un instrument de la cobla. En un principi, Josep Moliner es va interessar per la trompeta. Arrel d'això, va començar a estudiar solfeig i a formar-se (1981). El seu pare, però, va comentar-li que ja hi havia molts trompetes i que potser gaudiria més tocant el trombó. A la primera classe de trombó, Josep va veure un altre estudiant que tocava el fiscorn i, com que li va interessar la forma de l'instrument i la manera de tocar-lo, va acabar decantant-se més per aquest altre instrument de vent metall cònic i va estudiar els dos alhora. Posteriorment fou deixeble de Miquel Badia al Conservatori Municipal de Barcelona.
El seu germà és Joan Moliner, intèrpret de flabiol, tamborí i guitarra.
Ha estat component de les cobles Ciutat de Cornellà (1982-1986), Marinada (1987-1989) i Sant Jordi - Ciutat de Barcelona (1990-1991 i des de 1993). Ha actuat en escenaris com el Palau de la Música o l'Auditori i a festivals de música com el Tradicionàrius.
Ha tingut deixebles com Martí Fontclara.